# Parabambusa
Parabambusa là một chi thực vật có hoa trong họ Hòa thảo (Poaceae).

## Loài
Chi Parabambusa gồm các loài: